# Holger Back
Holger Back (* 2. März 1957 in Taunusstein) ist ein deutscher Segelflieger und Leistungssportler.

## Leben
Holger Back entstammt einer Segelflugsport-begeisterten Familie. Sein Bruder Jochen hatte es schon vor ihm auf nationaler Ebene zu beachtlichen Erfolgen gebracht. 1980 gewann Back die deutsche Juniorenmeisterschaft im Streckensegelflug und konnte in den folgenden Jahren in allen drei Klassen – der 15-Meter-Klasse, der Standard- und der Offenen Klasse – international bemerkenswerte Platzierungen herausfliegen. Seine fliegerischen Wurzeln hat Back im Aero-Club Nastätten.

## Beruf
Back ist Gesellschafter der Münchner Werbeagentur Back & Staab. Zu den Kunden der Agentur gehören zahlreiche Betriebe und Organisationen aus der Luftfahrt, etwa der DAeC, der Luftsport-Verband Bayern, Diamond Flugservice oder die Flugzeugbauer Stemme und DG Flugzeugbau.
Seit 2021 ist Back Geschäftsführer der durch die Übernahme von DG Flugzeugbau durch die Volocopter GmbH gegründeten DG Aviation GmbH.

## Sportliche Erfolge
(Auswahl)
- 1980: Deutsche Junioren-Meisterschaft in Gelnhausen
- 1982: Qualifikation zur Weltmeisterschaft bei der Deutschen Meisterschaft in Bayreuth
- 1986: Vize-Europameister in Mengen, Offene Klasse
- 1986: Deutscher Meister
- 1987: Vize-Weltmeister in Benalla, 18-Meter-Klasse
- 1991: Vize-Weltmeister in Uvalde, Offenen Klasse
- 1996: Vize-Europameister in Räyskälä, Offene Klasse
- 2002: Vize-Europameister in Békéscsaba, Offene Klasse
- 2005: Deutscher Meister in der 18-Meter-Klasse mit dem Prototyp der LS10
- 2011: 4. Platz Deutsche Meisterschaft in Lüsse, 18-Meter-Klasse[6]
- Teamleiter der deutschen Segelflug-Nationalmannschaften bei mehreren internationalen Wettbewerben